# Церква Пресвятої Трійці (Товстеньке)
Церква Пресвятої Трійці — парафія і храм греко-католицької громади Пробіжнянського деканату Бучацької єпархії Української греко-католицької церкви в селі Товстеньке Чортківського району Тернопільської області.

## Історія церкви
Парафія в селі Товстеньке приєдналася до греко-католицької церкви на початку XVIII століття. У 1730—1731 роках церкву та дзвіницю збудували з дуба на кам'яному фундаменті. Однак у 1821 році церква згоріла.
Будівництво нового, кам'яного храму розпочалося в 1826 році, але зупинилося, ймовірно, через брак матеріалів. У 1838 році парафію відвідав митрополит Михайло Левицький. Роботи відновилися у 1843 році та завершилися у 1846 році. У 1844 році збудували кам'яну дзвіницю, а освячення храму відбулося у 1847 році.
У 1926 році парафію відвідав владика Григорій Хомишин, який надав церкві право відпусту у два святкові дні, що було погоджено з Ватиканом. У 1948 році парафія перейшла до РПЦ, а у 1990 році — повернулася в лоно УГКЦ. За служіння о. Василя Погорецького було проведено ремонт, а в 1991 році перекрито дах церкви та дзвіниці. У 1995 році двоє парафіян виготовили хрести для церкви.
У 2021 році на фасаді церкви, за ініціативи краєзнавця Юхима Макотерського, встановлено пам'ятну дошку о. Іванові Блавацькому.
На парафії діють братство «Апостольство молитви» та Марійська дружина. При церкві функціонує недільна школа, де катехизують отець Григорій Шафран та Алісія Шафран. Також Тадей Камінський 28 років виконує обов'язки паламаря, а Михайло Ваврушко 22 роки служить скарбником.

## Парохи
- о. Андрій Сироїчковський (?—1809)
- о. Яків Сироїчковський (1809—1841)
- о. Юрій Лукасевич (1841)
- о. Михайло Дасевич (1841—1877)
- о. Іван Блавацький (1919—1921)[1]
- о. Іван Лушпинський (1922—?)
- о. Василь Космина (1935)
- о. Станіслав-Юліан Герус (1933—1938)
- о. Микола Стецик (1938—1945)
- о. Анатолій Сидоренко (1945)
- о. Михайло Клим (1946—1948)
- о. Осип Антошків (1946—1948)
- о. Анатолій Сидоренко (1946—1948)
- о. Нестор Кисілєвич
- о. Володимир Романишин
- о. Петро Висоцький
- о. Віктор Чорний
- о. Осип Янішевський
- о. Володимир Панчак
- о. Роман Водяний
- о. Василь Формазюк
- о. Василь Погорецький
- о. Григорій Шафран (від 1991 донині)